# Otto Lindow
Otto Lindow (* 2. August 1900 in Mühlenbeck; † 9. Januar 1973 in Berlin-Dahlem) war ein deutscher Bauunternehmer im Berlin zwischen den beiden Weltkriegen und im Westberlin der Nachkriegszeit.

## Leben

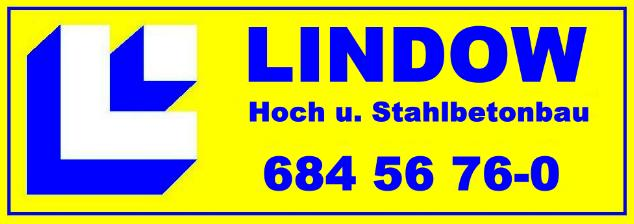
Außenwerbung des Bauunternehmens Lindow & Co., Berlin-Neukölln, ca. 1960.

Lindow begann nach Ende des Ersten Weltkriegs im Sommersemester 1919 mit 18 Jahren ein Studium der Betriebswirtschaftslehre an der Handelshochschule Berlin. Das Studium schloss er als Dipl.-Kfm. ab und promovierte 1924 gleich danach zum Dr. iur. 
Er war seit 1918 Mitglied im Corps Silvania Gießen, seit 1919 im Corps Salingia Berlin, seit 1919 Mitglied im Corps Saxo-Borussia Leipzig, alle zugehörig dem sog. Orange Kartell im Rudolstädter Senioren-Convent (RSC) sowie seit 1954 im Corps Rheno-Nicaria des Weinheimer Senioren-Convents (WSC). 
1926 gründete Lindow eines der später bedeutendsten Berliner Bauunternehmen im Hoch- und Stahlbetonbau, die Lindow GmbH & Co. Bauausführung, in Berlin-Neukölln, Framstr. 7. Mit seinen hohen ausladenden Turmdrehkranen beherrschte es viele Großbaustellen Westberlins. Zu Lindow & Co. gehörte auch ein umfangreicher Gebäudekomplex mit 14 Wohnhäusern zwischen Fram-, Pannier- und Nansenstraße im Neuköllner Reuterkiez.
Zu den bekannten Gebäuden, an deren Errichtung die Firma Lindow & Co. innerhalb einer Unternehmens-Arbeitsgemeinschaft beteiligt war, zählt die in den 1970er Jahren in Berlin-Wilmersdorf über der Ringautobahn A 100 errichtete spektakuläre Autobahnüberbauung Schlangenbader Straße.  Dieser terrassenförmig angelegte 600 m lange und 46 m hohe Wohngebäudeverband mit rd. 1800 Wohneinheiten – von den Berlinern Die Schlange genannt – steht seit 2017 unter Denkmalschutz.
Otto Lindow starb 1973 im 72. Lebensjahr. Das Unternehmen Lindow & Co. wurde bis 1998  weitergeführt.

## Ehrungen
Das Corps Salingia Berlin fusionierte 1934 mit dem Corps Silvania Gießen-Eisenach. 1954 schloss sich das Corps Silvania mit dem Corps Rheno-Nicaria zu Mannheim und Heidelberg im Weinheimer Senioren-Convent zusammen. Lindow wurde wegen seiner Verdienste um das Weiterbestehen der Corps Salingia und Silvania im Sommersemester 1953 zum Ehrenmitglied des Corps Rheno-Nicaria ernannt.